# Andreas Jonsson (1811–1888)
Andreas Jonsson, född 31 oktober 1811 i Ödsmåls socken, död 31 mars 1888 i Göteborg, var en svensk köpman och politiker.
Jonsson erhöll burskap i Göteborg 1834 och innehade handelsfirma och flera fastigheter i Göteborgs stad, Norums socken och Ödsmåls socken. Åren 1863-68 var han ledamot av Göteborgs stadsfullmäktige. Han innehade även flera förtroendeuppdrag inom Allmänna och Sahlgrenska sjukhuset, Robert Dicksons stiftelse, Städernas allmänna brandstodsbolag.